# 南江镇 (平江县)
南江镇，中华人民共和国湖南省岳阳市平江县下属的一个镇，位于平江县北部，昌江两岸。106国道、平岳公路、县内环行公路经过县境。

## 建制沿革
- 1982年，置南江镇；
- 1995年，南江乡、昌江乡、石浆乡并入。

2013年富

## 行政区划
南江镇下辖5个居委会与44个行政村：
- 东街居委会、北街居委会、西街居委会、南街居委会、桥市居委会
- 浆田村、大湾村、钟家村、五角村、昌江村、中心村、显高村、柏树村、蔡海村、庙铺村、汤铺村、山峰村、中坪村、凤阳村、长源村、林场村、余坪村、高南村、桥西村、桥东村、红门村、农科村、马安村、万家村、青峰村、凤祥村、罗洞村、集义村、永康村、凤乔村、崇义村、黄裴村、源头村、双溪村、阜山村、永强村、沙铺村、阜西村、长潭村、群联村、坳里村、阜峰村、上坪村、百合村